# Lardana
Il rio Lardana (a Lardana in dialetto piacentino), è un piccolo torrente che scorre nel comune di Ferriere, in provincia di Piacenza, e sbocca nel Nure di cui è il maggior affluente destro. Nasce dai prati alle falde del monte Ragola e del Ragolino, dopo poco più di un chilometro  precipita da un'alta cateratta, nel luogo che viene chiamato Cadelacqua, corre da sud-ovest  a nord-est., e vicino a San Gregorio piega verso il nord nord-est. Si immette nel torrente Nure ai Boli, formando un angolo retto colla stessa, ed un altro col torrentello Lavaiana.
La val Lardana costeggia la valle del Ceno in provincia di Parma.